# Kvesen
Kvesen är en sjö i Tingsryds kommun i Småland och ingår i Nättrabyåns huvudavrinningsområde. Sjön är 9 meter djup, har en yta på 2,03 kvadratkilometer och är belägen 120,1 meter över havet. Sjön avvattnas av vattendraget Nättrabyån. Vid provfiske har bland annat abborre, braxen, gädda och mört fångats i sjön.

## Delavrinningsområde
Kvesen ingår i det delavrinningsområde (626910-147043) som SMHI kallar för Utloppet av Kvesen. Medelhöjden är 146 meter över havet och ytan är 41,53 kvadratkilometer. Det finns inga avrinningsområden uppströms utan avrinningsområdet är högsta punkten. Avrinningsområdets utflöde Nättrabyån mynnar i havet. Avrinningsområdet består mestadels av skog (70 procent) och jordbruk (10 procent). Avrinningsområdet har 2,37 kvadratkilometer vattenytor vilket ger det en sjöprocent på 5,7 procent.

## Fisk
Vid provfiske har följande fisk fångats i sjön:
- Abborre
- Braxen
- Gädda
- Mört
- Sarv